# Funky Broadway
Funky Broadway is een lied uit 1967 geschreven door Arlester "Dyke" Christian voor zijn band Dyke & the Blazers. De titel verwijst naar de Broadway's in Buffalo, New York en Phoenix, Arizona. Het lied werd 1 februari 1967 opgenomen in de Muscle Shoals-studio met producer Jerry Wexler. Datzelfde jaar verscheen ook de versie van soulzanger Wilson Pickett; hij scoorde er de allereerste funky hit mee, zowel tekstueel als muzikaal. Het haalde de eerste plaats in de Billboard Hot Soul Singles Chart en kwam in de Hot 100 tot #8. 
Meer dan veertig jaar later werd het lied live gespeeld door Sharon Jones & The Dap-Kings in afwachting van de opkomst van Jones; Binky Griptite, gitarist en ceremoniemeester, nam daarbij de zang voor zijn rekening.

## Bezetting
- Wilson Pickett - zang
- Spooner Oldham - piano, orgel
- Chips Moman, Jimmy Johnson - gitaar
- Tommy Cogbill - bas
- Roger Hawkins -  drums
- Bowlegs Miller - trompet
- Charlie Chalmers, Jimmy Mitchell - tenorsax
- Floyd Newman - baritonsax